# SuKarne
SuKarne, S.A. de C.V. es una empresa multinacional mexicana con su sede de Culiacán, Sinaloa, México, que opera en la industria alimentaria enfocada a los cárnicos fundada en 1969 iniciando con 2 vacas y una carretilla. Es parte de una familia de empresas bajo Grupo SuKarne.
La compañía exporta anualmente el mayor porcentaje de carne de res, puerco y pollo en México, con al menos el 76% del mercado. En 2010, la compañía había estimado ventas mundiales de carne de res de USD $883 millones, después de un crecimiento de las exportaciones del 60% en solo un año.
La compañía fabrica una amplia variedad de productos de origen animal y preparados en sus plantas de procesamiento de alimentos. Actualmente, Grupo SuKarne genera más de 7,000 empleos directos, atiende a más de 40,000 clientes y mantiene operaciones con empresas en 18 países. Su cadena de producción incluye a más de 80.000 proveedores agrícolas y ganaderos.
SuKarne es también uno de los mayores comercializadores norteamericanos de carne de pollo, res y puerco de valor agregado para tiendas de comestibles minoristas, distribuidores de servicios de alimentos de línea ancha y cadenas nacionales de restaurantes de comida rápida y servicio completo, carne fresca y de puerco, pollo congelado y completamente cocido, y carne de res y puerco lista para el estuche. Suministra a muchos de los jugadores más grandes de la industria alimentaria, incluidos restaurantes de franquicia, Walmart, H-E-B, y pequeñas empresas de restaurantes.

## Historia
SuKarne inició operaciones en 1969 en Culiacán, Sinaloa, fundada por el matrimonio de José Isabel Vizcarra y María Calderón. Después de trabajar varios años en una granja de cerdo, José Isabel decidió iniciar su propio negocio, dedicándose a la engorda de ganado bovino, para evitar hacer competencia a su jefe.

### Jesús Vizcarra Calderón
De joven, el actual presidente de SuKarne, Jesús Vizcarra Calderón se incorporó a su empresa familiar, Corrales Vizcarra, un canal auxiliar de comercialización y canal ganadero. En 1980, fue responsable de la dirección general. En 1985, Jesús tomó la silla de la compañía y fundó SuKarne.
En octubre de 2011, la Asociación De Negocios Latinos reconoció a Calderón por su carrera en SuKarne y su fuerte impulso para llevar los servicios de salud a las personas pobres a través de un programa grande y exitoso llamado «Salud Digna».
De acuerdo con la revista Expansión, ocupa el puesto 67 entre los 100 empresarios más importantes de México.

## Inversiones
En 2012, SuKarne anunció que está invirtiendo MXN $110 millones para construir el complejo de producción y procesamiento de carne de res más grande en Durango, Durango, México. Se espera que el complejo cree alrededor de 1,200 empleos directos y 6,000 empleos indirectos, además de 680 empleos para la construcción inicial.